# Kaj Christiansen
Pour les articles homonymes, voir Christiansen.
Kaj Christiansen, né le 19 mars 1921 à Vanløse et mort le 14 janvier 2008 à Hyères, est un footballeur international danois.

## Biographie

### Formation et haut-niveau au Danemark (1939-1948)
Kaj Christiansen commence sa carrière de footballeur amateur au KFUM Boldklub, mais comme beaucoup de ses coéquipiers, il déménage vers un plus grand club de Copenhague pour percer à l'échelle nationale. Christiansen rejoint le BK Frem Copenhague, où il fait ses débuts en équipe première contre Kjøbenhavns Boldklub le 21 mars 1943. Au poste d'avant centre, Kaj Christiansen est considéré comme le successeur naturel du footballeur danois le plus populaire de son temps et icône du club de Frem, l'avant-centre Pauli Jørgensen. Comparé au style physique de Jørgensen, Kaj Christiansen est un joueur rapide doté d'une grande capacité d'anticipation. Quelques mois à peine après ses débuts pour Frem, Christiansen fait ses débuts avec l'équipe nationale du Danemark en juin 1943, le dernier match international danois pendant la Seconde Guerre mondiale. Il marque deux buts de la tête pour une victoire de 3-2 contre l'équipe nationale de Suède.
Lors de sa première saison avec Frem, Kaj Christiansen remporte le championnat du Danemark 1943-1944. Après la guerre, l'équipe nationale danoise joue ses premiers matchs en 1945, Christiansen joue deux matchs pour deux nouveaux buts. Il remarquera par deux fois en match international en 1946 et 1948. En 1948, Kaj Christiansen signe un contrat professionnel. Devenant donc inéligible auprès de l'équipe nationale danoise amateur. Il n'est pas sélectionné avec l'équipe danoise qui remporte la médaille de bronze aux Jeux olympiques d'été de 1948.

### Carrière française (1948-1955)
Il signe avec l'équipe française du Stade français-Red Star en 1948. Il reste une seule saison dans le club, terminant 10e du championnat de France 1948-1949. Il rejoint ensuite l'équipe du Havre AC, qu'il aide à terminer 2e de D2 1949-1950, remportant la promotion pour la Division 1. Il reste deux saisons supplémentaires avec Le Havre, aidant le club à terminer 3e en 1950-1951 et 7e en 1951-1952 dans le championnat de Division 1.
En 1952, Christiansen retourne à l'étage inférieur du football français qu'est la Division 2, pour jouer sous les couleurs de l'Olympique lyonnais. Pour sa deuxième année au club, les lyonnais remportent le championnat de D2 1953-1954 et le droit d'accéder à la Division 1. C'est alors que Kaj Christiansen rejoint le Grenoble Foot 38 et retourne en Division 2, pour disputer sa dernière saison en tant que joueur.

### Reconversion et l'après football (1955-2008)
Après sa carrière de joueur, Christiansen se tourne vers le rôle d'entraîneur de football. Il passe ses diplômes d'entraîneur en France, et prend les rênes du VS Chartres de 1957 à 1961. Il est nommé Manager de l'année en France en 1964. Il retourne ensuite au Danemark et entraîne le club de Randers Freja pendant quelques années, remportant la Coupe du Danemark en 1967. Il entraine ensuite l'équipe du Vorup FB et son ancien club du BK Frem Copenhague.
En 1969, lui et sa famille retournent vivre à Hyères, où il devient entraîneur de plusieurs équipes françaises, obtenant également un poste de professeur d'éducation physique. Il y décède le 14 janvier 2008 à l'âge de 86 ans.

## Statistiques
- D1 française
  - 45 matchs, 16 buts

## Palmarès
- Club
  - Championnat du Danemark : 1943-1944
  - D2  française : 1953-1954
  - Coupe du Danemark : 1967

- Individuel
  - Espoir danois de l'année : 1943
  - Entraineur de l'année en France : 1964